# Arnold Drakenborch
Arnold Drakenborch (født 1. januar 1684 i Utrecht, død 16. januar 1748 sammesteds) var en hollandsk klassisk filolog.
Drakenborch studerede i Utrecht jura og filologi, blev 1716 professor i historie og veltalenhed (det vil sige latin), 1740 bibliotekar i Utrecht. Hans hovedværk er udgaven af Livius (7 bind, Leyden 1738-46) med udførlig kommentar; endnu vigtig som materialsamling. Han udgav også Silius Italicus (1717).